# لاهیگوئرا
 لاهیگُوئِرا (به اسپانیایی: Lahiguera) یکی از دهستان‌های استان خائن در کشور اسپانیا است. این شهر با مساحت ۴۴٫۵ کیلومتر مربع، ۱۸۵۶ تن جمعیت دارد.